# Щетина
Щети́на (від прасл. sъčetъ) — короткі жорсткі волоски у тварин. За гістологічною будовою не відрізняються від звичайного волосся.
«Щетиною» також називають трохи підрослі після гоління волоски на шкірі людини.

## Використовування
Щетину для промислового використання беруть зі спини і бокі домашніх свиней (найкращою вважалася щетина, вискубана в живих тварин, у той час як отримувана стрижкою коротша). Розрізняють хребтову і бокову щетину: перша підрозділяється на окатку (найвищий ґатунок), високу, довгу, звичайну і коротку, друга — на сушну (найкраща з бокових), високу, звичайну і низьку.
Щетина використовувалася, насамперед, для виготовлення щіток, саме слово «щітка» споріднене за походженням з «щетина». Наприклад, зі свинячої щетини робили щітки («щіті»), застосовувані для чесання льону, конопель і вовни.

## Штучна щетина
У кінці XIX — початку XX для заміни природної щетини стали використовуватися матеріали з аналогічними властивостями — китовий вус і тонкий сталевий дріт.